# Ligne d'Asker
La ligne d'Asker est une ligne de chemin de fer norvégienne à double entre Lysaker et Asker, parallèle à la ligne de Drammen. Il n'y a pas de nouvel arrêt sur cette ligne.

## Histoire
La ligne fut inaugurée le 27 août 2005 entre Sandvika et Asker. Le tronçon jusqu'à Lysaker a été mise en service le 26 août 2011.

## Tunnels
La ligne est majoritairement souterraine à travers trois tunnels :
- Bærumstunnelen (5500m)
- Tanumtunnelen (2700m)
- Tanumtunnelen (3600m)

Soit 11.8km de tunnel sur un total de 16.83km.

## Gares desservies
- Lysaker
- Sandvika
- Asker